# Матусовский, Андрей Александрович
Андре́й Алекса́ндрович Матусо́вский  (род. 27 марта 1969, Москва) — российский этнограф, кандидат философских наук (1999).

## Биография
Окончил факультет музеологии РГГУ. В 1999 году стал кандидатом философских наук, защитив диссертацию на тему «Культурная динамика теоретико-методологических парадигм немецкой этнологии, 1945—1990-е гг.».
Автор и руководитель документального научно-популярного проекта «Малые народы мира», организатор и участник многих этнографических экспедиций к индейцам венесуэльской, перуанской, эквадорской, бразильской и колумбийской Амазонии: хоти, ябарана, панаре, пиароа, яномамо, бора, ягуа, ваорани, ваура, барасана, татуйо. Первая экспедиция — в Венесуэлу, к индейцам хоти — состоялась в 2001 году.
Автор научных и научно-популярных (в журналах «Путешествие по свету» и «Discovery») публикаций по этнографии индейцев Амазонии.